# Un homme et une femme
Un homme et une femme is een Franse dramafilm uit 1966 onder regie van Claude Lelouch. Hij won met deze film de Gouden Palm op het filmfestival van Cannes.

## Verhaal
Jean-Louis Duroc en Anne Gauthier treffen elkaar op de school van hun kinderen. Anne is de weduwe van een stuntman. Zij mist haar trein. Jean-Louis is een autocoureur. Hij geeft Anne een lift. Vervolgens ontmoeten zij elkaar meermalen en gaandeweg ontstaat een romance.

## Rolverdeling
| Acteur                 | Personage               |
| ---------------------- | ----------------------- |
| Anouk Aimée            | Anne Gauthier           |
| Jean-Louis Trintignant | Jean-Louis Duroc        |
| Pierre Barouh          | Pierre Gauthier         |
| Valérie Lagrange       | Valérie Duroc           |
| Antoine Sire           | Antoine Duroc           |
| Souad Amidou           | Françoise Gauthier      |
| Henri Chemin           | Autocoureur             |
| Yane Barry             | Minnares van Jean-Louis |
| Paul Le Person         | Pompbediende            |
| Simone Paris           | Directrice              |
| Gérard Sire            | Omroeper                |

## Muziek
De muziek bij de film werd gecomponeerd door Francis Lai.
Het gelijknamig nummer "Un homme et une femme" van Nicole Croisille en Pierre Barouh, dat bekend werd door de tekst "Dabadabada", werd genomineerd voor een Golden Globe Award van 1966 voor Best Filmsong.